# 米利托伯爾巴赫河 (特斯河支流)
47°27′33″N 8°44′05″E / 47.45912°N 8.73462°E

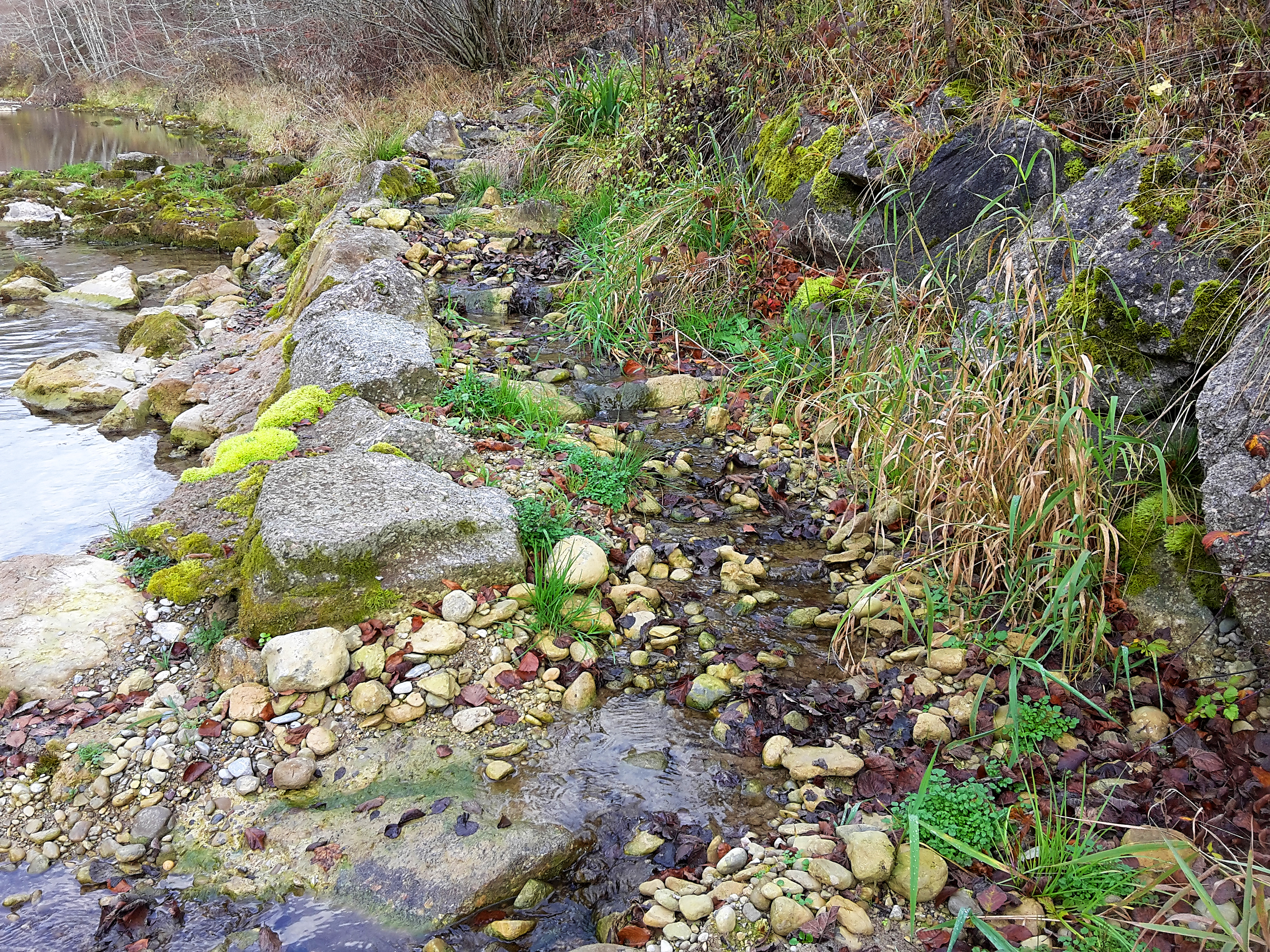

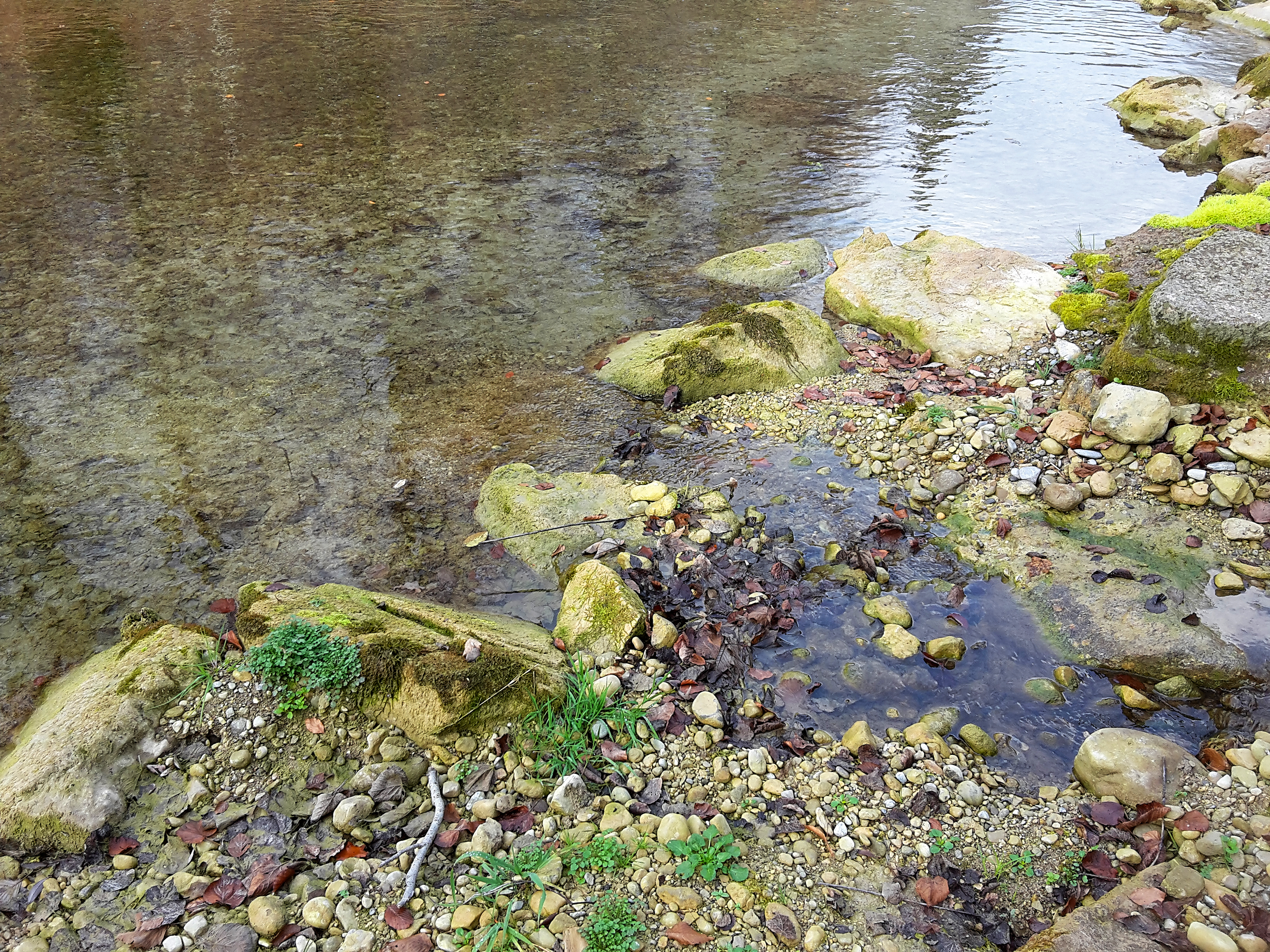

米利托伯爾巴赫河是瑞士的河流，位於該國北部，流經蘇黎世州，屬於特斯河的左支流，河道全長1.8公里，河畔城鎮有伊爾瑙-埃弗雷蒂孔。